# Díaz de Vargas
El apellido Díaz de Vargas es compuesto del patronímico Díaz y del toponímico Vargas. 
Díaz (apellido) es un antiguo linaje castellano que significa hijo de Día, de Diago o de Diego y surge en numerosos lugares de la península ibérica ya desde la Edad Media.
Vargas es un apellido toponímico que algunos ponen como lugar de origen en la localidad del mismo nombre en la comarca de la Sagra en Toledo y otros la de Vargas (Cantabria) del valle de Toranzo. Es más lógica la segunda pues es más antigua y anterior al año 1083 cuando Iván de Vargas fue el reconquistador de Madrid que dio origen a la Casa de Vargas con sus numerosos linajes Vargas y con el Palacio de los Vargas (Casa de Campo) y el Palacio de los Vargas (Madrid).
De Iván surgieron otras ramas, como la de los Yáñez de Vargas conquistadores de Toledo, la rama de la Higuera de Vargas de Extremadura, la de los Vargas-Machuca conquistadores de Jerez de la Frontera en 1232, los Pérez de Vargas del reparto de Sevilla en 1248 y otra más que se asentó en Huelva.
Una rama del linaje Díaz de Vargas nace en Sevilla a mediados del siglo xiv, con raíz de árbol en Diego Rodrigo de Vargas, hijo de Pedro Fernández y nieto de Garci Pérez de Vargas, conquistador de Sevilla, de ella surgieron luego los señores de Fuen Real en Pedro Díaz de Vargas y Venegas. 
Existió otra rama en Penilla (Santiurde de Toranzo) donde en 1621, Pedro Díaz de Vargas, Mayordomo de la iglesia de San Andrés, da a Juan de Vargas, maestro de cantería, una obra en la iglesia. Allí existe una lápida de Antonio de Vargas y Villegas y su hermano Francisco. Cerca de la citada parroquia está la casa solar con el escudo en piedra cortado de Vargas y Villegas. A finales del siglo XVII, Antonio de Vargas y Villegas, Señor y Pariente Mayor de la casa tiene por esposa a Juana de Ceballos Escalante, Señora de las Cases de Ceballos de Carandía, Abadesa de San Julián de Pagazanes, Señora de las casas de Escalante en Santander y en Vargas, Señora del Pozo y Barca del Pasaje de Robledo en el Pas, y única Patrona de San Martín de Carandía.
Otra rama nace en el Capitán Gonzalo Díaz de Vargas y Vellerino, natural de la villa de Huelva en el Andalucía e hijo legítimo de Francisco Díaz Bellerino y de Isabel de Vargas, conquistador en Nueva España y Regidor de la ciudad de Puebla de los Ángeles, al que en 1538 el Emperador Carlos V le concedió escudo propio con armas: en campo de azur, siete roeles de oro, y por divisa un pelícano rasgándose el pecho. Tuvo Gonzalo a su hijo Francisco Díaz de Vargas y este tuvo a Antonio de Vargas Villanueva y siete hijos más Díaz de Vargas de los cuales algunos debieron regresar a la Península.
Títulos del Reino
Los títulos de nobleza del linaje Díaz de Vargas originarios del valle de Buelna fueron:
- Pedro Domingo González del Rivero y Díaz de Vargas, I Marqués de Monte Castro y Llanahermosa.
- Francisco de Ceballos y Díaz de Vargas, I Marqués de Torrelavega.[4]
- Miguel Díaz de Vargas y Enríquez de Luna, X Conde de Torrevelarde.

Otros títulos del Reino de la Casa de Vargas:
La Casa de Vargas entró en la historia de España desde el siglo VIII. Participaron en la Reconquista de España y en la conquista del Nuevo Mundo y ostentaron más de 70 títulos del Reino con este apellido, siendo algunos de ellos: 
- Fermín Francisco de Carvajal y Vargas, Duque de San Carlos en 1784.
- Francisco Antolín de Vargas y Lezama, Marques de Vargas en 1700.
- Pedro de Vargas-Machuca y Dávila, Marques de Vargas-Machuca 1782.
- Felipe Vargas-Zúñiga de la Calzada, Conde de la Oliva de Plasencia 1612.
- María Josefa de Contreras y Vargas Machuca, VII condesa de Alcudia y Marquesa de Campo Fuerte.
- María Victoria O'Donnell y Vargas, XI Marquesa de Altamira.
- Francisco Calderón de Vargas Camargo, II conde de la Oliva.
- Antonio de Vargas-Zúñiga y Montero de Espinosa, n. 1904, II Marqués de Siete Iglesias.
- Francisco Javier Pérez de Vargas y Tavira, Conde de Gracia Real 1796.
- José Muñoz-Vargas y Sainz de Vicuña. Conde de Bulnes.
- Martín Ruiz de Avendaño y Vargas de la Lama, Conde de los Villares.
- Diego de Vargas Zapata el Marquesado de la Nava de Barcinas 1700.
- Juan de Vargas, Vizconde de Cerralvo en 1632.
- Diego de Vargas Manrique y Ayala, I Vizconde de Linares  en 1628.
- Fadrique de Vargas Manrique de Valencia, I Marqués de San Vicente del Barco 1629.
- Ignacio Moreno de Vargas, I Marqués de La Serrezuela 1690.

## Linaje del Valle de Buelna
La rama originaria del valle de Buelna (Cantabria) tuvo varios del linaje por Mata, San Felices donde fueron canteros y el solar de Los Corrales de Buelna, donde fundó el mayorazgo de la Rasilla por el siglo XIV en Juan Díaz de Vargas casado con Catalina de Quijano, de quienes descienden los Condes de Torre Velarde. Esa misma rama se cree es la de Gonzalo el Conquistador de Nueva España.
Del linaje en Buelna existen varios caballeros como don Pedro Domingo González del Rivero y Díaz de Vargas, Marqués de Monte Castro y Llanahermosa, natural de Los Corrales de Buelna, ingreso en la Orden de Calatrava en 1745. 
Caballeros de Carlos III del linaje fueron: Hilario González de Rivas y González Salmón Díaz de Vargas y González Lago, 1831 EXP.2084 y su hermano Nicolás González de Rivas y González Salmón Díaz de Vargas y González Lago, 1828 EXP.1968.
También del mismo linaje probaron su nobleza en la Sala de Hijosdalgo de la Real Chancillería de Valladolid en los años indicados: Don Eugenio y Don Matías Díaz de Vargas, naturales de Los Corrales de Buelna; Don Angel Díaz de Vargas (1729); Don Miguel Díaz de Vargas; y Don Manuel y Doña Gertrudis Díaz de Vargas (1795).
Armas: Escudo partido: 1.°, en campo de plata, un león rampante de gules, de cuya garra derecha pende un bastón de oro, perfilado de sable, y bordura de gules, con cinco flores de lis de oro, una en jefe y dos en cada flanco, y 2.°, en campo de plata, cuatro fajas ondeadas de azur.

## Rama del Valle de Carriedo
Eugenio Díaz de Vargas y Gómez de Quijano llegó al valle de Carriedo como médico cirujano a finales del siglo XVIII. Su padre Andrés Díaz de Vargas aparece también como cirujano del lugar de Los Tojos en el Catastro de Ensenada y percibía 120 ducados. Su abuelo Miguel Díaz de Vargas también cirujano en San Miguel de Aguayo (Reinosa) Los Díaz de Vargas originarios de Buelna eran Hidalgos Notorio y estaban en varias generaciones emparentando con los Quijano y tuvieron el Mayorazgo de la Rasilla.
Eugenio obtuvo Real Provisión de Hidalguía en la Real Chancillería de Valladolid en R.P. del 4 de octubre de 1791. Hijo de Andrés Díaz de Vargas y Barahona y Josefa Gómez de Quijano y Garrido. Nieto paterno de Miguel Díaz de Vargas y Fernández (Los Corrales 1657) y de Águeda Barahona. Bisnieto de Agustín Díaz de Vargas y de Manuela Fernández y de Matías Barahona y Felipa Díez, vecinos de Valderredible. Tercer nieto de Pedro Díaz de Vargas y de María de Herrera ambos naturales y vecinos de Buelna.
Eugenio Díaz de Vargas Fallece el 1 de octubre de 1804 en Villafufre a los 70 años, viudo de Bernarda Gómez de Villafufre y Gómez de Arce, deja por herederos a su hijo Antonio Díaz de Vargas y Gómez de Villafufre casado con Dorotea Gómez de Travesedo y a sus nietos Román y Jorge legítimos hijos de María Gómez de Arce y de Jorge Díaz de Vargas y Gómez de Villafufre ya difunto, vecinos de Bárcena de Carriedo. En 1804 hizo inventario de bienes y testó en Villafufre del valle de Carriedo haciéndose reparto de bienes el 12 de diciembre de 1807 por valor neto de 18 628 reales de vellón, entre ellos su casa del lugar de Casares en Villafufre con su hórreo y huerta, cerrada por delante a cal y canto, tasada en 4546 reales.